# Мерси-Аржанто, Луиза де
Графиня Мария-Клотильда-Елизавета Луиза де Мерси-Аржанто (Marie-Clotilde-Élisabeth Louise de Riquet de Mercy-Argenteau; урождённая Караман-Шимэ; 3 июня 1837 — 8 ноября 1890, Санкт-Петербург) — бельгийская пианистка, композитор и музыкальный критик из рода Караман-Рике.

## Биография
Родилась в Париже в семье аристократа Альфонса Габриэля де Рике (1810—1865), в 1834 году унаследовавшего титул князя Шиме, и его родственницы Розалии Рике де Караман (1814—1872). Матерью её отца была знаменитая Тереза Тальен.  Вышла замуж 11 апреля 1860 года за графа Эжена де Мерси-Аржанто, владельца бельгийского поместья Аржанто.
Получила хорошее домашнее образование. Помимо французского превосходно владела английским, немецким и итальянским языками и под конец жизни русским. Была одарена большим акварельным талантом и с детства обучалась игре на пианино. Будучи отличной музыкантшей, общалась со многими артистами и сама занималась композиторством. Дружила с Ф. Листом, А. Бородиным и Ц. Кюи, которые посвящали ей свои сочинения.
Графиня де Мерси была одной из первых красавиц парижского высшего света. По словам современницы, она обращала на себя внимание своей пышной красотой и классическими чертами лица, у неё была голова и стан Юноны. При этом она была эксцентричной и ничего не стеснялась. Ум же её, развитый большими знаниями и большой начитанностью, отличался редкими качествами; это был ум мужской – светлый, широкий, сильный, логический и вместе с тем ум женский по своей тонкости и гибкости.
В неё был страстно влюблен русский посол граф Э. Штакельберг. Её любовником был богатейший банкир своего времени – Альберт Оппенгейм. В 1866 году она познакомилась с императором Наполеоном III, об отношениях с которым позднее написала книгу воспоминаний. Под влиянием графини в 1868 году Наполеон начал склоняться к либеральным реформам, что встретило яростное и ревнивое сопротивление императрицы Евгении, окончившееся только с её отъездом на празднования по случаю открытия Суэцкого канала. Спустя несколько лет, когда Наполеон III попал в плен под Седаном, она навестила его в прусском плену и безуспешно вела переговоры с Бисмарком о смягчении условий перемирия.
После падения Наполеона графиня совершенно удалилась от светской и политической жизни. Она жила в одном из своих замков близ Льежа и все свободное время посвящала музыке. В 1882 году она заинтересовалась русской музыкой и первая познакомила заграничную публику с музыкой молодой русской школы в концертах в Брюсселе, Льеже, Амстердаме, Спа, Антверпене и других городах, при этом на их организацию она тратила немалые деньги. Написала критический этюд о Цезаре Кюи «César Cui» (1888); музыку его она особенно любила и пропагандировала. О русской музыке помещала критические статьи в «Ménéstrel» и «Guide Musicale». Многие из писем к ней А. П. Бородина вошли в книгу, изданную А. Сувориным: «А. П. Бородин» (1889).
Последние три года своей жизни графиня провела у Цезаря Кюи в кругу его семьи. Умерла в 1890 году в Санкт-Петербурге от рака. Тело ее Кюи перевез в Бельгию и похоронил в её замке Аржанто. Её дочь Розалия (1862—1925) была женой 6-го герцога Аваре.